# نینیگی-نو-میکوتو

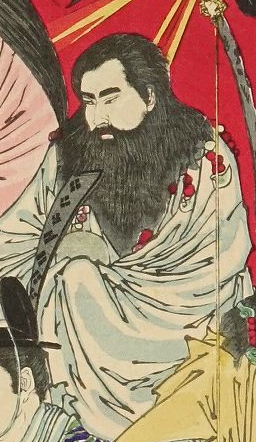
نینگی نو میکوتو - نوه آماتراسو (ایزدبانوی خورشید)

نینگی نو میکوتو (به ژاپنی: 瓊瓊杵尊 Ninigi-no-Mikoto)؛ بنابر اساطیر ژاپن پسر «آمه نو اوشی هومیمی نو میکوتو» و «تاکوهاداچیجی هیمه نو میکوتو» و نوه آماتراسو (ایزدبانوی خورشید) است. آماتراسو وی را به زمین فرستاد تا در آن برنج بکارد. وی پدربزرگ امپراتور جینمو بود.
آماتراسو او را به جهت آرامش‌دادن به ژاپن با آوردن سه هدیه آسمانی برای استفاده امپراتور فرستاد: شمشیر کوساناگی، آینه یاتا نو کاگامی و ماگاتاما. این سه هدیه نشاندهنده این است که امپراتور، از نسل خود آماتراسو (ایزدبانوی خورشید) است.
داستان آمدن نینگی نو میکوتو به روی زمین در نیهون‌شوکی آمده‌است.